# Francis Norgelet
Francis Norgelet, né à Lyon le 4 décembre 1872 et mort le 21 mai 1935 à Paris 10e), est un écrivain, poète et critique d'art français.

## Biographie
Originaire d'une vieille famille du Beaujolais, Francis Norgelet vient à Paris en 1894 et se lie d'amitié avec Paul Verlaine et Laurent Tailhade et devient secrétaire du théâtre de l'Œuvre.
Vers 1895, il fait partie d'un groupe de jeune poètes, les « Poètes nouveaux », publiant dans la Simple Revue, sous le titre d'ensemble « La Poésie », leurs intentions littéraires particulières. La Revue du Nord de la France proposait de les baptiser les « Fluidistes ». On compte à ses côtés Émile Boissier, Émile Gigleux, Fernand Hauser, Tristan Klingsor, Edmond Pilon, entre autres.
Il cofonde dans la foulée La Revue rouge de littérature et d'art (1896-1898), puis la revue La Griffe (1912-1914) avec Manuel Devaldès, Jules Heyne, Gustave Langlet et André-Emmanuel Smith.
Il est critique littéraire pour la revue La Société nouvelle (dite aussi L'Humanité nouvelle).
Durant l'exposition Paul Gauguin en octobre 1919 à la galerie Barbazanges dont il écrit la préface du catalogue, il acquiert quatorze peintures du peintre pour un montant de 35 000 francs ; il vit à cette époque au 3 de la Villa Brune.
Il est inhumé le 24 mai 1935 à Beaujeu, où une rue porte son nom et où une plaque commémorative est apposée à la façade d'une maison, située rue du Général Leclerc, où il résida.

## Publications
- La Reginaldina, fragment de drame en vers, hors-texte, La Revue rouge, janvier 1896.
- Laures, Paul Ollendorff, 1900 — sur Gallica.
- La Barque et la chaumière, chez l'auteur, Paris, 21, rue du Cherche-Midi, 1904.
- Renée, E. Sansot, 1908.
- La Terre promise I. L'Adolescente, Cornély, 1910.
- La Terre promise II. Patrice et Sylvie, éditions de La Griffe, 1914.
- Portraits et paysages, Rieder, 1918.
- ''La Terre promise III. La Confédération universelle et la Ville sainte, éditions de La Griffe, 1921.
- Fresques du souvenir. Poèmes inédits, avec un portrait dessiné par Charles Despiau et gravé par Jules Germain, frontispice de Charles Guérin, Presses typographiques de François Bernouard, 1923.
- Fresques de l'Ile de France, Le Monde contemporain, 1926.
- Trois portraits, Le Monde contemporain, 1928.
- La Terre harmonieuse, Picard / Le Monde contemporain, 1929.
- Organisation d'une République sociale syndicaliste, 1934.